# Kazimierz Paweł Bojarski

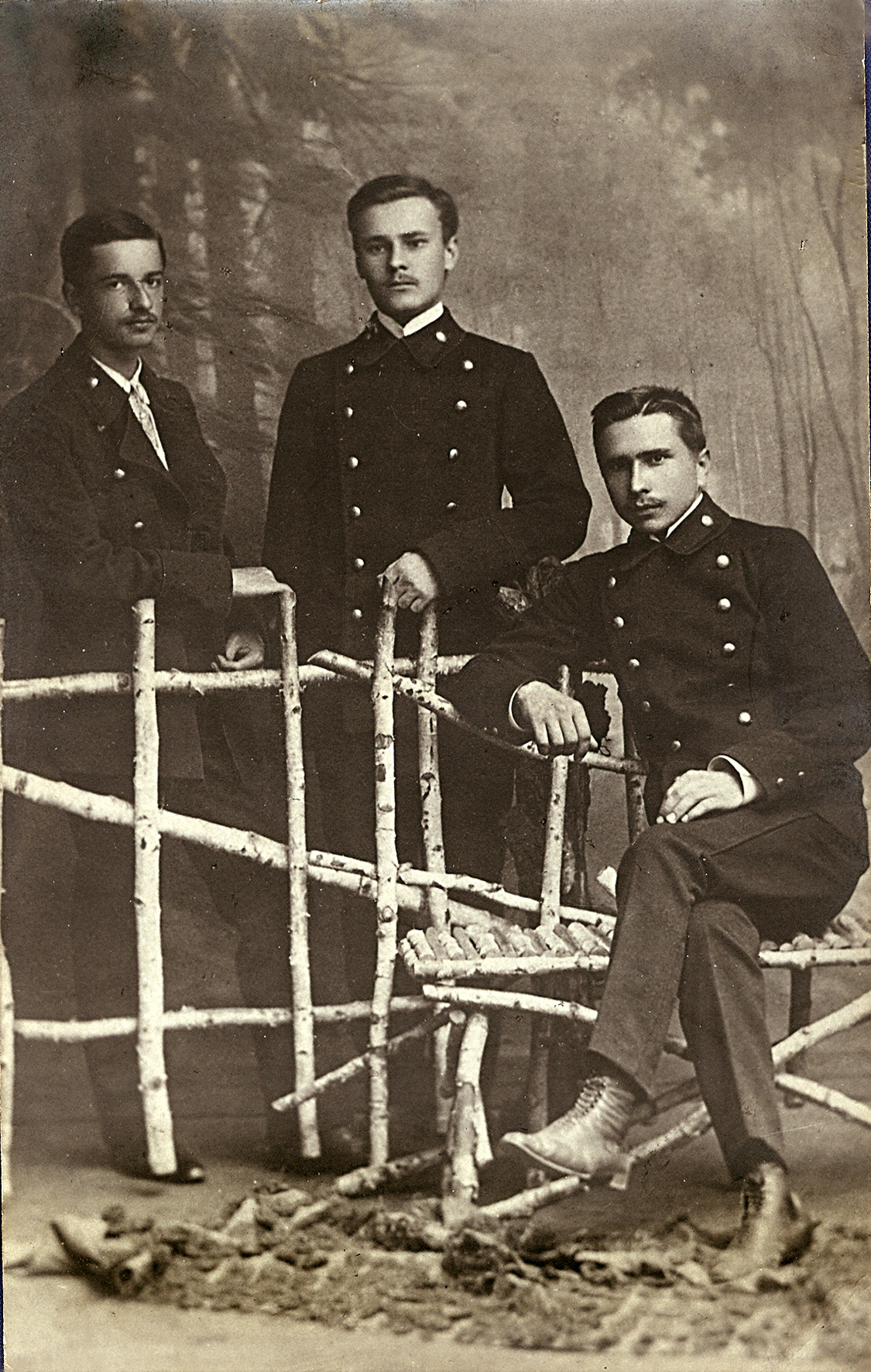
Na rewersie wpis: Ś.p. Kuba Bojarski (siedzący) w środku jego brat na lewo kolega uczniowie szkoły handlowej. Przesyłka od krewnych Bojarskiego z czerwca 1922.

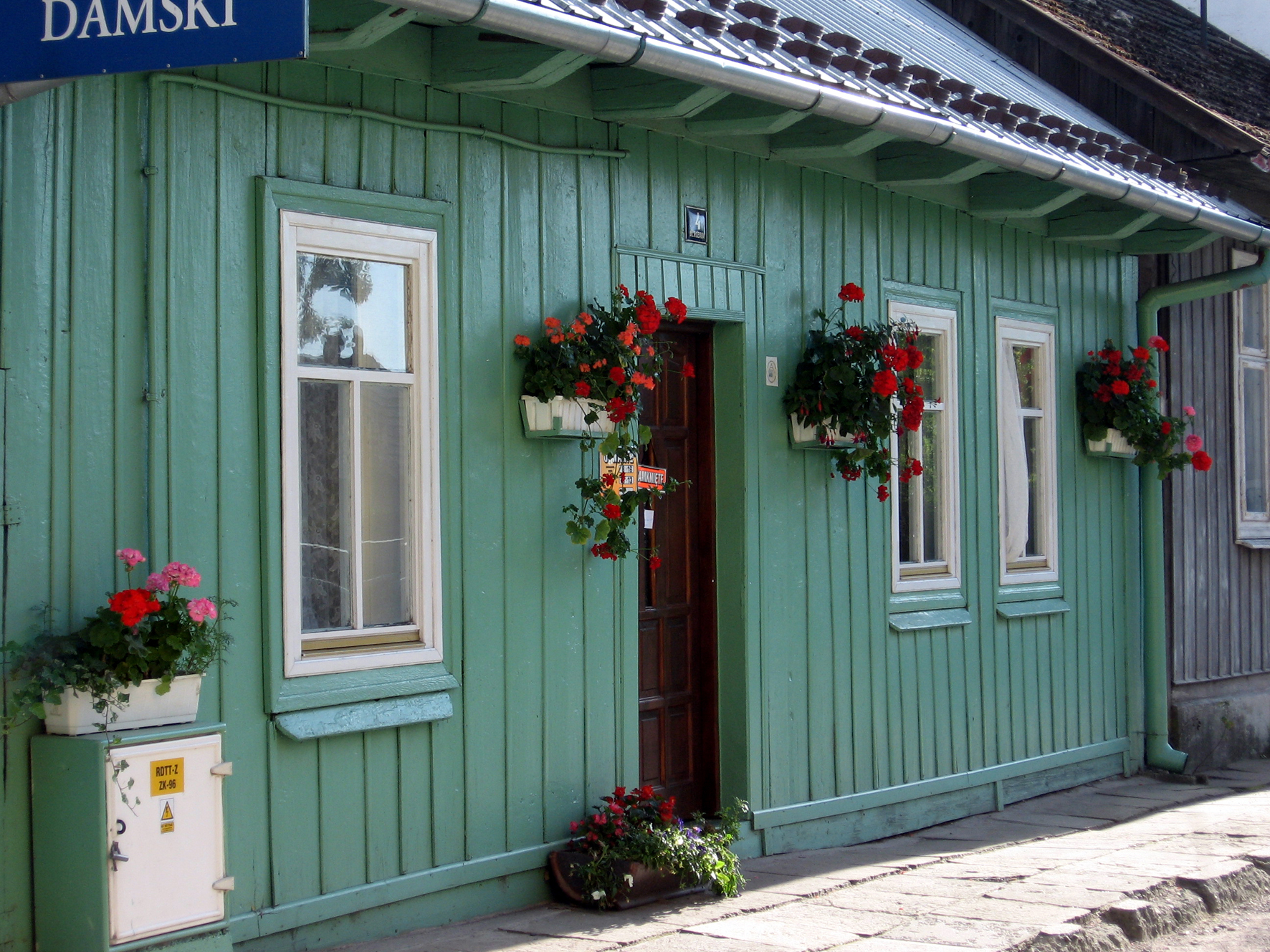
Dom przy ul. Różanej 4 w Zakliczynie, w którym dnia 24 grudnia 1914 zmarł kpt. Kazimierz Paweł Bojarski

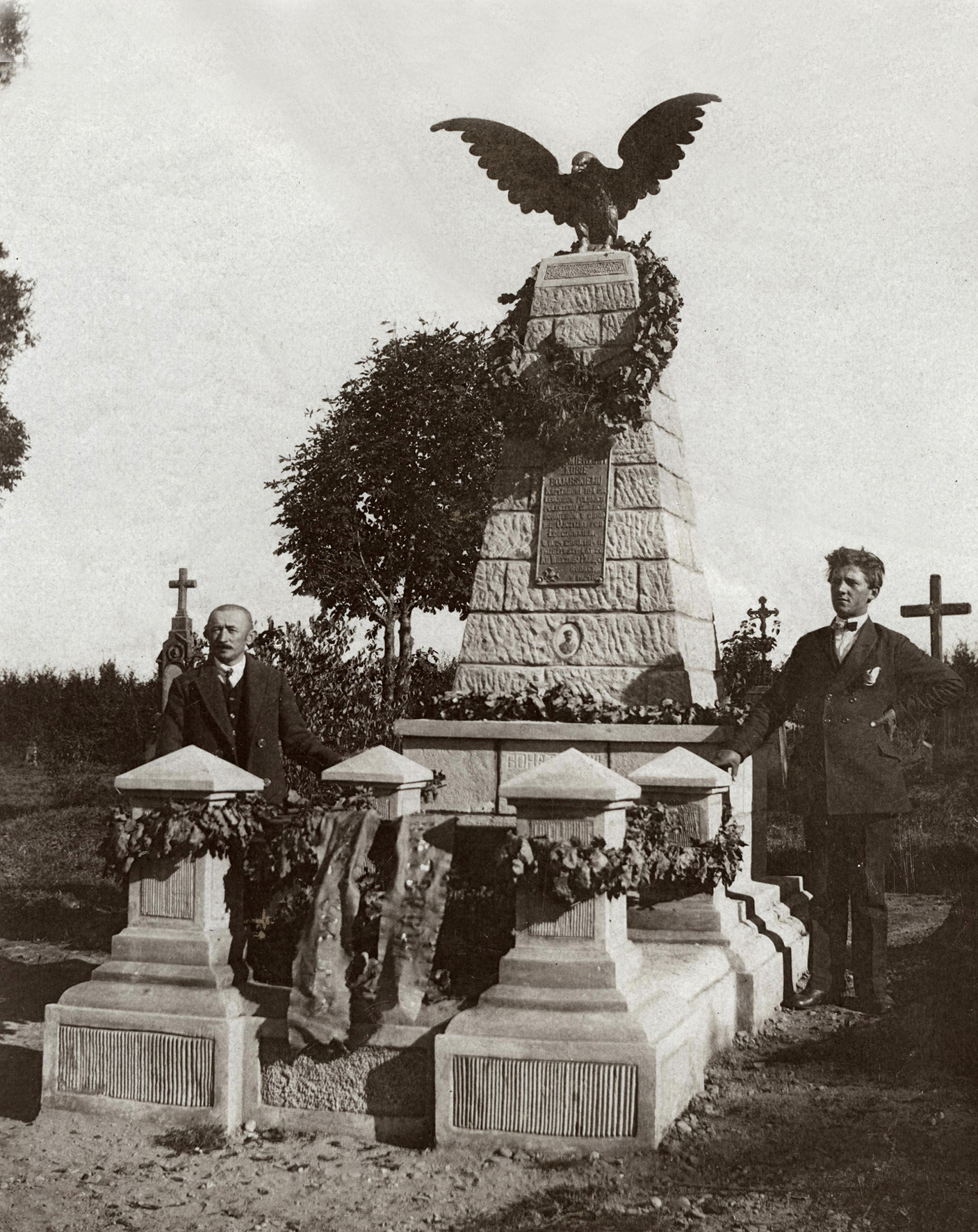
Pomnik na mogile legionisty kpt. Kazimierza Pawła Bojarskiego (ps. "Kuba") wg projektu Wł. Błaszaka (dla patrzącego z lewej przy pomniku)

Kazimierz Paweł Bojarski ps. Kuba, Ludwik (ur. 15 stycznia 1889 w Zemborzycach, zm. 24 grudnia 1914 w Zakliczynie) – działacz socjalistyczny i niepodległościowy, Legionista, kawaler Orderu Virtuti Militari.

## Życiorys

### W Organizacji Bojowej PPS
Rodzice Kazimierza, małorolni chłopi, Ferdynand i Joanna z Mirakowskich posłali syna w 1902 do szkoły handlowej w Lublinie. Tam czternastoletni Kazimierz wszedł w kontakt z ruchem socjalistycznym i od 1904 należał do organizacji młodzieżowej PPS. Brał udział w strajku szkolnym jako jeden z jego przywódców. W rezultacie został usunięty ze szkoły. Jego wychowanie patriotyczne spowodowało, że usunięcie ze szkoły nie tylko, że zwiększyło jego zapał do walki o polską szkołę ale także spowodowało wstąpienie w 1905 do Organizacji Bojowej PPS. Bojarski szybko odznaczył się odwagą i zdeterminowaniem. Brał czynny udział w wielu akcjach bojowych m.in. pod Kraśnikiem, napadzie na kasę kolejową pod Rejowcem, Płockiem, Cekowem czy w Pawłowie. Bojarski był intensywnie poszukiwany przez policję carską jako podejrzany o udział w wielu zabójstwach politycznych dokonanych przez lubelską grupę Frakcji Rewolucyjnej PPS. Był oskarżany o szkolenie szóstki bojowej Frakcji Rewolucyjnej PPS oraz o zabójstwa polityczne w Lublinie: 5 kwietnia 1908 na sztabskapitana Saksa i 21 kwietnia na podoficera żandarmerii Ochrymanienko.
W listopadzie 1908 sprawę Bojarskiego przekazano sądowi wojskowemu ale tylko na wypadek jego schwytania. Władze carskie wiedziały, że Bojarski uciekł poza granice Królestwa do Galicji. Czyniły starania o jego wydanie przez rząd austriacki. Pomimo zatrzymania Bojarskiego przez policję austriacką w Krakowie nie został on wydany Rosjanom, a tylko wydalony z Krakowa. Po wydaleniu z Krakowa Bojarski udał się do Lwowa, gdzie kontynuował naukę w II Szkole Realnej, przygotowując się do egzaminu dojrzałości oraz prowadził aktywną działalność polityczną. Aby zapewnić sobie środki do życia pracował jako praktykant w fabryce elektrotechnicznej. W 1910 zdał eksternistycznie egzamin dojrzałości i wstąpił na Politechnikę Lwowską. Intensywna nauka i praca nie osłabiły jego zaangażowania politycznego. Należał do sekcji zagranicznej PPS oraz skończył szkołę Organizacji Bojowej. W tym czasie kilkukrotnie wyjeżdżał do Królestwa i uczestniczył w kilku akcjach OB PPS. M.in. w styczniu 1910 na szosie Krasnystaw – Rejowiec brał udział w nieudanym napadzie na furgon pocztowy i starciu z żandarmami, w grudniu 1910 pod Rejowcem.

### Związek Walki Czynnej
Wkrótce po przybyciu Bojarskiego do Galicji powstał tam Związek Walki Czynnej i Kazimierz wstąpił w jego szeregi. Kierował pierwszą kompanią robotniczą Związku Walki Czynnej we Lwowie, a od 1912 w Związku Strzeleckim pełnił funkcję komendanta kompanii robotniczej. W sporze wewnątrz PPS dotyczącym podległości ZWC Polskiej Partii Socjalistycznej początkowo popierał Feliksa Perla i wstąpił w 1912 do PPS Opozycji. Jednak w styczniu 1913 zbliżył się do Piłsudskiego i był przez niego wysyłany do Królestwa z kilkoma misjami organizacyjnymi.

### I Brygada Legionów
W momencie wybuchu I wojny światowej Bojarski przebywał we Lwowie, gdzie kończy czwarty rok studiów politechnicznych i przygotowuje się do egzaminów końcowych. Nie dane mu jednak było skończyć wielokrotnie przerywanych studiów. Udaje się do Krakowa do organizowanych przez Piłsudskiego oddziałów. Wkrótce przydzielony zostaje do I Brygady do 1 pułku legionów. W pierwszym batalionie tego pułku obejmuje dowództwo kompanii. Bierze udział w wyprawie kieleckiej i walczy we wszystkich bitwach pułku. W pierwszych swych nominacjach (9 października 1914) Piłsudski uwzględnia zaangażowanie Kazimierza Bojarskiego i mianuje go porucznikiem. Dwa tygodnie później Kazimierz Bojarski bierze udział w jednej z najbardziej krwawych bitew Legionów pod Laskami, gdzie zostaje ranny. Pomimo kontuzji nie wycofuje się z pola walki, za co zyskał pochwałę ppłk. Kazimierza Sosnkowskiego. Wkrótce jego bohaterstwo zostaje po raz drugi docenione. Kazimierz Bojarski zostaje mianowany kapitanem i obejmuje dowództwo batalionu.
23 grudnia 1914 dowodził tym batalionem w bitwie pod Łowczówkiem, gdzie otrzymał śmiertelny postrzał z karabinu maszynowego. Dla lepszej opieki lekarskiej został przewieziony do szpitala polowego w Zakliczynie a z uwagi na jego rangę kapitana umieszczony w prywatnym domu Andrzeja Krupskiego przy ul. Różanej 4. Tam zmarł następnego dnia t.j. 24 grudnia i został pochowany na tamtejszym cmentarzu parafialnym (Sektor: D, Rząd: I, Grób nr: 25). Pomnik nagrobny staraniem zakliczyńskiego "Sokoła" został zaprojektowany i wykonany przez Wł. Błaszakaoraz odsłonięty i poświęcony dnia 29 października 1924 r.
Kazimierz Paweł Bojarski został pośmiertnie zweryfikowany do stopnia majora piechoty, a ponadto w 1922 odznaczony Krzyżem Srebrnym Orderu Wojskowego Virtuti Militari oraz w 1930 Krzyżem Niepodległości z Mieczami za działalność w PPS.